# Arachnospila kurentzovi
Arachnospila kurentzovi (лат.) — вид дорожных ос рода Arachnospila (Pompilidae). Дальний Восток (Россия).

## Этимология
Видовое название дано в честь советского энтомолога Алексея Ивановича Куренцова (1896—1975).

## Описание
Среднего размера красно-чёрная дорожная оса. Длина 7—9 мм. Тело и ноги чёрные. Мандибулы бледно-коричневые медиально, тёмно-коричневые базально и апикально; тергит T1 (кроме базальной части) и T2 (кроме апикальной части) ржаво-красные. Самец этого вида отличается от самцов других видов из видовой группыArachnospila (Ammosphex) abnormis (гипопигий вентро-преапикально с пучком длинных прямых волосков медиально) крышеобразным гипопигием без какого-либо ряда волосков или щетинок базо-латерально. Самец этого вида отличается от очень похожего A. kuwayamai (Ishikawa, 1966) тем, что гипопигий заострён апикально (закруглён апикально у A. kuwayamai). Самка этого вида сходна с другими самками, имеющими узкий глаз и широкий лоб, но отличается длиной апикального жгутика почти 3 × его ширины (2 × у Arachnospila orientausa), менее волосистым проподеумом, на котором имеется ~20 длинных прямых волосков (~50 длинных прямых волосков у A. rasnitsyni), и блестящим передним краем наличника, который нечётко отделён от остальной части наличника (отчётливо отделён у других самок).

## Распространение и экология
Этот вид встречается на Дальнем Востоке России: Приморский край, Хабаровский край, Амурская область, Магаданская область, Чукотка; Бурятия. Населяет различные биотопы: поляны в широколиственных лесах, степные участки, песчаные берега вдоль озёр и рек.